# Hironobu Kageyama
Hironobu Kageyama (影山 ヒロノブ?, Kageyama Hironobu; Osaka, 18 febbraio 1961) è un cantautore giapponese, famoso per aver composto ed interpretato canzoni di vari anime, videogiochi e tokusatsu.

## Biografia
Nel 1977, all'età di sedici anni, esordisce come voce dei Lazy con lo pseudonimo di Michel. Nello stesso anno, la band pubblica il primo singolo "Hey, I love You!" e nel 1978 This is the Lazy, l'album di debutto. Nel 1981 il gruppo si scioglie per divergenze artistiche (il chitarrista Akira Takasaki e il batterista Munetaka Higuchi formeranno il gruppo heavy metal Loudness).
Kageyama intraprende una propria carriera musicale che si rivela molto seguita in patria. Il suo primo singolo da solista è Kyou wo Ikiyou (1981), cover del brano italiano Piangi con me di Mogol e Shapiro, ripresa però dalla versione americana Let's Live for Today dei Grass roots. Nel 1985 esegue più di 100 concerti in tutto il Giappone. Parallelamente all'attività solista, diventa popolare tra gli amanti degli anime per aver cantato tutti i brani di Dragon Ball Z (a partire dalle due sigle di apertura Cha-La Head-Cha-La e We Gotta Power, la seconda ending We were angels, fino a Super Survivor  del videogioco Dragon Ball Z: Budokai Tenkaichi 3 per PS2 e Wii). 
Il cantante presta la voce anche in alcune canzoni de I Cavalieri dello zodiaco, da citare Soldier Dream, Blue Dream (rispettivamente sigla iniziale e finale delle serie di Asgard e Nettuno) e Dead or Dead (in principio concepita come sigla della serie di Hades se fosse stata pubblicata nei primi anni 1990 e, infine, usata come tema principale del relativo Drama-CD). Inoltre interpreta canzoni di altri anime come Chōjikū kidan Southern Cross, Transformers: The Headmasters, Getter Robot, Mazinkaiser, I segreti dell'isola misteriosa, Sonic X, Let's & Go e Webdiver.
Nel 1992 vince il "Gold Disk Prize Award" nella categoria "arti e scienze" grazie a Choujin Sentai Jetman Hit Kyokushuu, colonna sonora della serie televisiva Choujin Sentai Jetman. L'anno seguente ottiene lo stesso premio grazie al singolo Suki Suki Suki. 
Nel 1998, Hironobu si riunisce con i Lazy e nel 1999 fonda i JAM Project, band che conta su altri talenti di colonne sonore per anime come Ichirō Mizuki, Rica Matsumoto, Masaaki Endoh e Eizo Sakamoto. Attualmente lavora con entrambi i complessi.
Le sue ultime canzoni, intitolate Progression e Battle of Omega, sono rispettivamente le colonne sonore dei videogiochi Dragon Ball: Raging Blast e Dragon Ball: Raging Blast 2 per Xbox 360 e PlayStation 3.

## Discografia

### Lazy
- This is the LAZY (1977)
- Dream a Dream (1978)
- LAZY Live (1978)
- Rock Diamond (1979)
- Earth Ark (1981)
- Happy Time (1998)
- Earth Ark II (2002)

### Solista
- Broken Heart (1981)
- It's Live Runnin (1982)
- First At Last (1982)
- Horizon (1983)
- Born Again (1985)
- I'm In You (2000)
- Cold Rain (2005)
- 30years3ounce (2007)
- ROCK JAPAN (2012)
- A.O.R (2017)
- Hangeki no o Uchi Rock (2022)

### JAM Project
- BEST Project ~JAM Project Best Collection~ (2002)
- FREEDOM ~JAM Project Best Collection II~ (2003)
- JAM-ISM ~JAM Project Best Collection III~ (2004)
- Olympia ~JAM Project Best Collection IV~ (2006)
- Big Bang ~JAM Project Best Collection V~ (2007)
- Get over the Border ~JAM Project Best Collection VI~ (2008)
- Seventh Explosion ~JAM Project Best Collection VII~ (2009)
- GOING ~JAM Project Best Collection VIII~ (2011)